# Burcht Bernegg (Oostenrijk)

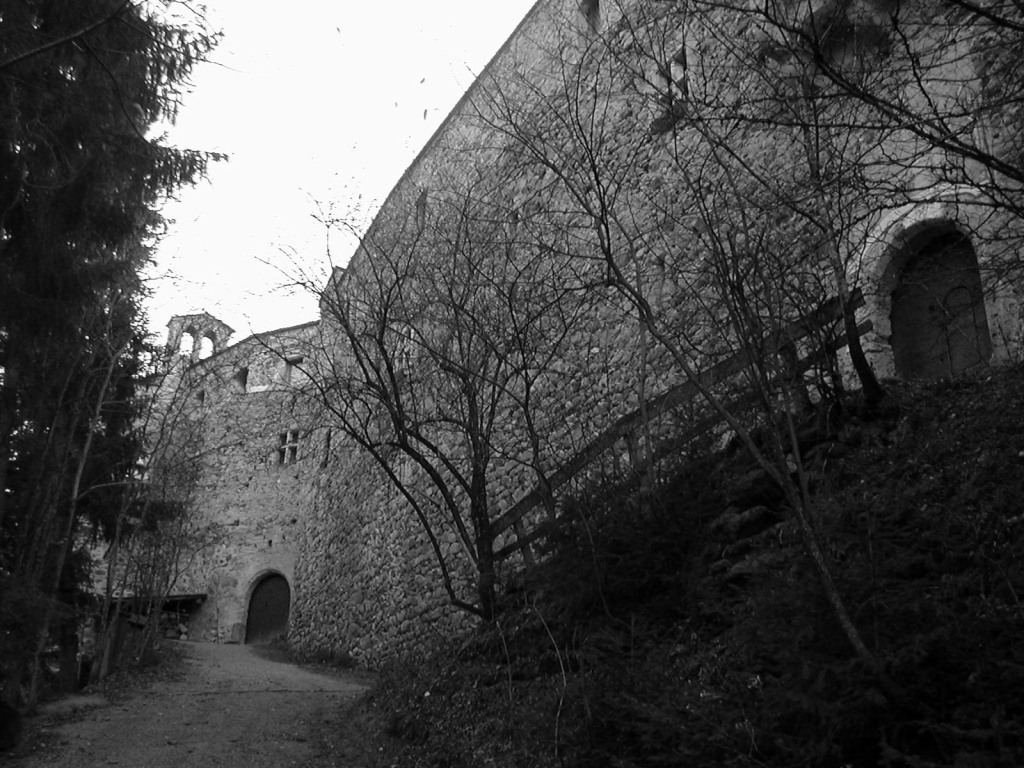
Burcht Bernegg, noordzijde

De burcht Bernegg of ook burcht Berneck is een middeleeuwse burcht bij Kauns, aan het begin van het Kaunertal in de Oostenrijkse deelstaat Tirol.

## Ligging
De burcht ligt aan de oostelijke rand van dorp Kauns op een hoogte van 1076 m.ü.A.. Naar het zuiden toe is de burcht gebouwd op een rotswand die 130 meter naar beneden in het dal van de Faggenbach valt. Naar het westen toe is een steile helling die naar beneden in het Kaunertal valt. Aan de oostelijke zijde stroomt de Schloßbach voorbij, die ten zuidoosten van de burcht in de Faggenbach mondt. Naar het noorden en oosten ligt de burcht slechts op een kleine verhoging ten opzichte van het omringende land. Strategisch is de burcht van gering belang. Waarschijnlijk diende de burcht ter bescherming van de verkeersweg over de Pillerhöhe. Aan de tegenoverliggende zijde van het Oberinntal ligt bij Ladis de burchtruïne Burcht Laudegg.

## Geschiedenis

### Heren van Berneck
Het begin van de burcht is niet geheel duidelijk. In het jaar 1225 werd de burcht voor het eerst vermeld. Alle bezitters werden Heren van Berneck genoemd. Blasius van Berneck stierf in 1396 kinderloos, waardoor zijn broer Zacharias de burcht in bezit kreeg. Zijn huwelijk met Barbara von Laatsch bleef echter ook kinderloos. Hierdoor kwam de burcht in het bezit van Margareta, de dochter van een broer van Blasius en Zacharius, Frederik. Deze vrouw trouwde eerst Tiroler edelman Viktor von Firmian en na diens dood met Sigmund von Anneberg, die de burcht in 1415 overneemt. De familie Anneberg sloot zich aan bij de strijd jegens heersend hertog Frederik IV, waarna de familie de burcht verloor. Later kregen de Anneberger de burcht terug en verkochten deze in 1435 aan de Zwitser Hans Wilhelm von Mülinen. Hierna kreeg de burcht in korte tijd vele nieuwe eigenaren. In 1457 kocht ene Hans Kripp de burcht op, maar zijn zoon verkocht hem alweer door aan Hilprant Rasp zu Laufenbach. Diens dochter trouwde Albrecht Rindsmaul, die de burcht in 1488 aan Christian Tänzl verkocht. Keizer Maximiliaan I ruilde de burcht in 1499 tegen Slot Tratzberg bij Stans. In 1530 verkregen de zoutheren van Zott de burcht van de Habsburgers en vanaf 1667 was de burcht in bezit van de Fieger. In 1699 werd de burcht gekocht door Franz Cristoph von Rassler. In 1728 werd burcht Bernegg bezit van de familie Pach, die tevens de Burcht Bidenegg bij het nabijgelegen Fließ in bezit hadden. In 1932 respectievelijk 1934 verkochten de broeders Harald en Vitus Pach de burcht beiden voor een helft aan Gottfried Knabl en Anton Kathrein. Max Kathrein verwierf in 1961 de andere helft van de burcht van Ida Knabl en verkocht nog datzelfde jaar de gehele burcht aan Rolf Roland. Uiteindelijk werd de burcht in 1976 door de Innsbrucker architect Ekkehard Hörmann opgekocht.

### Bouwgeschiedenis
Over het begin van de burcht is, zoals gezegd, weinig bekend. Het wordt vermoed dat de Heren van Bernegg de burcht aan het begin van de 13e eeuw lieten bouwen. De oude burcht werd waarschijnlijk ten tijde van de conflicten tussen de familie Anneberg en hertog Frederik IV zwaar beschadigd. Door Hans Wilhelm von Mülinen werd de burcht weer opgebouwd. Opvallend aan het gebouw is het gebruik van tufsteen voor onder andere raam- en deurkozijnen. Bijzonder is ook de burchtkapel, gewijd aan de heilige Bartolomeüs, met laatgotische fresco's. Vanaf 1870 geraakte de burcht in verval, waarna dit verval zich in de 20e eeuw verder voortzette. Ekkehard Hörmann zorgde ervoor dat de burcht tussen 1977 en 1983 werd gerenoveerd. De renovatie van de burchtkapel kwam pas in 1987 gereed. Hierdoor werd burcht Bernegg van de ondergang gered.

## Bezichtiging
De burcht Bernegg is in de zomermaanden geopend ter bezichtiging. Bezichtingen met gids vinden op vrij- en zaterdagen plaats in de ochtenduren.